# Luan Santana
Pour les articles homonymes, voir Santana.
 (octobre 2013).
Luan Santana est un chanteur brésilien né le 13 mars 1991. La musique qu'il interprète est de la « música sertaneja ».

## Discographie

### Album studio
- 2008: Tô de Cara
- 2012: Quando Chega a Noite

### Album Live
- 2009: Luan Santana - Ao Vivo
- 2011: Luan Santana Ao Vivo no Rio
- 2013: O Nosso Tempo É Hoje
- 2015: Acústico

### EP
- 2013: Te Esperando

### Compilations
- 2013: As Melhores... Até Aqui
- 2014: Duetos

### DVD
- 2009: Luan Santana - Ao Vivo
- 2011: Luan Santana Ao Vivo no Rio
- 2013: O Nosso Tempo É Hoje
- 2015: Acústico